# Muerte civil (película de 1954)
Muerte civil es una película de Argentina en blanco y negro, dirigida por Alberto D'Aversa en 1954 sobre el guion de Carlos A. Orlando sobre la obra La morte civile de Paolo Giacometti que se estrenó el 24 de agosto de 1954 y que tuvo como protagonistas a Armando Bo, Diana Ingro, Carlos Perelli y Diana Myriam Jones. 
En Argentina se había filmado una película anterior, sin sonido, sobre la misma obra, dirigida en 1910 por Mario Gallo.

## Sinopsis
Un condenado por matar a su cuñado se escapó de la cárcel y al encontrar a su hija averigua que cree que otro es su padre.

## Reparto
- Armando Bo …Conrado Berni
- Diana Ingro …Adela
- Carlos Perelli …Sacerdote
- Diana Myriam Jones …Ángela
- Alberto D'Aversa …Dr. Vitale
- Claudio Lucero …Hermano de Adela
- Tilo Argañaraz
- Pedro Pablo Gorosito
- Ernesto Rocha
- Juan F. Álvarez
- Taro Argañarás... Policía
- Manuel Costa
- Publio Araujo
- Dido Orlando Silvetti
- Pedro J. Infante
- Julián Álvarez
- Luisa Medina
- Elena Villalobos

## Comentario
La crónica de El Heraldo del Cinematografista dijo:

”Material anticuado para el público cinematográfico de hoy, que lo encuentra francamente increíble (donde) han descuidado mucho los detalles.